# في غرفة العنكبوت
في غرفة العنكبوت رواية للروائي المصري محمد عبد النبي. صدرت الرواية لأوّل مرة عام 2017 عن دار العين للنشر في القاهرة. ودخلت في القائمة النهائية «القصيرة» للجائزة العالمية للرواية العربية لعام 2017، المعروفة باسم «جائزة بوكر العربية».

## حول الرواية
يروي الكاتب المصري «محمد عبد النبي» في هذه الرواية حكاية «هاني محفوظ»، وهي مجرد شخصية خيالية، ولكنّها مستمدة من تجربة أكثر من خمسين رجلا تم القبض عليهم في قضية اشتهرت باسم قضية الكوين بوت في القاهرة عام 2001، وصدرت ضدهم أحكام مختلفة، تتراوح ما بين البراءة والسجن لعامين أو ثلاثة. يخرج «هاني» من السجن بعد أن يحصل على حكم بالبراءة إنسانًا محطّمًا، ليبدأ بعدها مسيرة علاج نفسي طويلة بغية التعاف، حيث لا يجد له فيها مُعينًا سوى الكتابة كل يوم عن كل شيء، بعد أن فقد قدرته على الكلام لأسباب نفسية، ذلك أثناء المحاكمة التي خضع لها.